# 윌리엄 맥마흔
윌리엄 맥마흔(영어: William McMahon, 1908년 2월 23일~1988년 5월 31일)은 1971년부터 1972년까지 오스트레일리아 자유당의 지도자로 재임한 오스트레일리아의 제20대 총리를 지낸 오스트레일리아의 정치인이다. 그는 21년 이상 정부 장관을 지냈는데, 이는 오스트레일리아 역사상 가장 오랫동안 지속된 장관직이었다.
맥마흔은 시드니에서 태어나고 자랐으며 정치계에 입문하기 전에 상업 변호사로 일했다. 그는 제2차 세계 대전 동안 오스트레일리아 육군에서 복무했고, 소령 계급에 도달했다. 전쟁이 끝난 후 그는 경제학 학위를 완성하기 위해 대학으로 돌아왔다. 맥마흔은 1949년 연방 선거에서 하원의원으로 선출되었다. 로버트 멘지스는 1951년에 그를 장관으로 승진시켰고 1956년에 그를 내각에 추가했다. 그는 멘지스 정부에서 몇 가지 다른 포트폴리오를 보유했으며, 가장 두드러지게 1958년부터 1966년까지 노동 및 국가 서비스 장관을 역임했다. 그 자격으로, 그는 1964년 징병제의 재도입을 감독했다.
1966년, 멘지스는 은퇴하고 해럴드 홀트에 의해 총리로 교체되었다. 그리고 나서 맥마흔은 홀트의 뒤를 이어 자유당의 부대표가 되었다. 그는 홀트 정부의 재무관으로 임명되었고, 그 후 3년 동안 국가 적자의 큰 감소를 감독했다. 1967년 홀트가 사망한 후, 맥마흔은 자유당 지도부에 도전하기를 원했지만 오스트레일리아 국민당의 지도자인 존 맥퀸에 의해 그의 입후보가 거부되었다. 새로운 총리는 존 고턴이었다. 맥마흔은 처음에는 고튼 정부에서 재무장관으로 계속 근무했지만, 1969년 리더십 도전이 실패한 후 외무 장관으로 좌천되었다. 그는 결국 1971년 초 빌리 스네든을 상대로 한 투표에서 승리하면서 고튼의 사임을 강요했다.
맥마흔은 63세의 나이로 총리가 되었고, 취임한 가장 나이가 많은 비임시 총리로 남아 있다. 그의 정부는 오스트레일리아 전기 사전에 의해 "주의 깊은 혁신과 근본적인 정통성의 혼합"으로 묘사되었다. 그것은 베트남에서 오스트레일리아군을 단계적으로 철수시키는 것과 같은 그것의 전임자들의 많은 정책들을 계속했다. 그것의 마지막 해에 그것은 높은 인플레이션과 실업에 직면했다. 고프 휘틀럼의 오스트레일리아 노동당은 1972년 연방 선거에서 맥마흔을 꺾고 23년 연속의 연합 통치를 마쳤다. 다른 어떤 오스트레일리아 총리도 총선에서 승리하지 못한 채 더 오래 재임한 적이 없다. 그는 자유당 지도부를 사임했지만, 1982년까지 백벤처로서 의회에 남아 있었다.
맥마흔은 오스트레일리아의 정치학자들과 역사학자들에 의해 오스트레일리아 최악의 총리 중 한 명으로 묘사되어 왔으며, 퇴임 후 그의 이전 동료들 중 몇몇은 그의 리더십 스타일과 개인적인 성격을 공개적으로 비판했다. 그의 후임자인 휘틀럼은 그를 "비범하게 능숙하고, 지략적이며, 끈기 있는 정치인"으로 인정했고, 1972년에 더 큰 패배를 막은 것으로 그에게 공을 돌렸다.

## 총리직

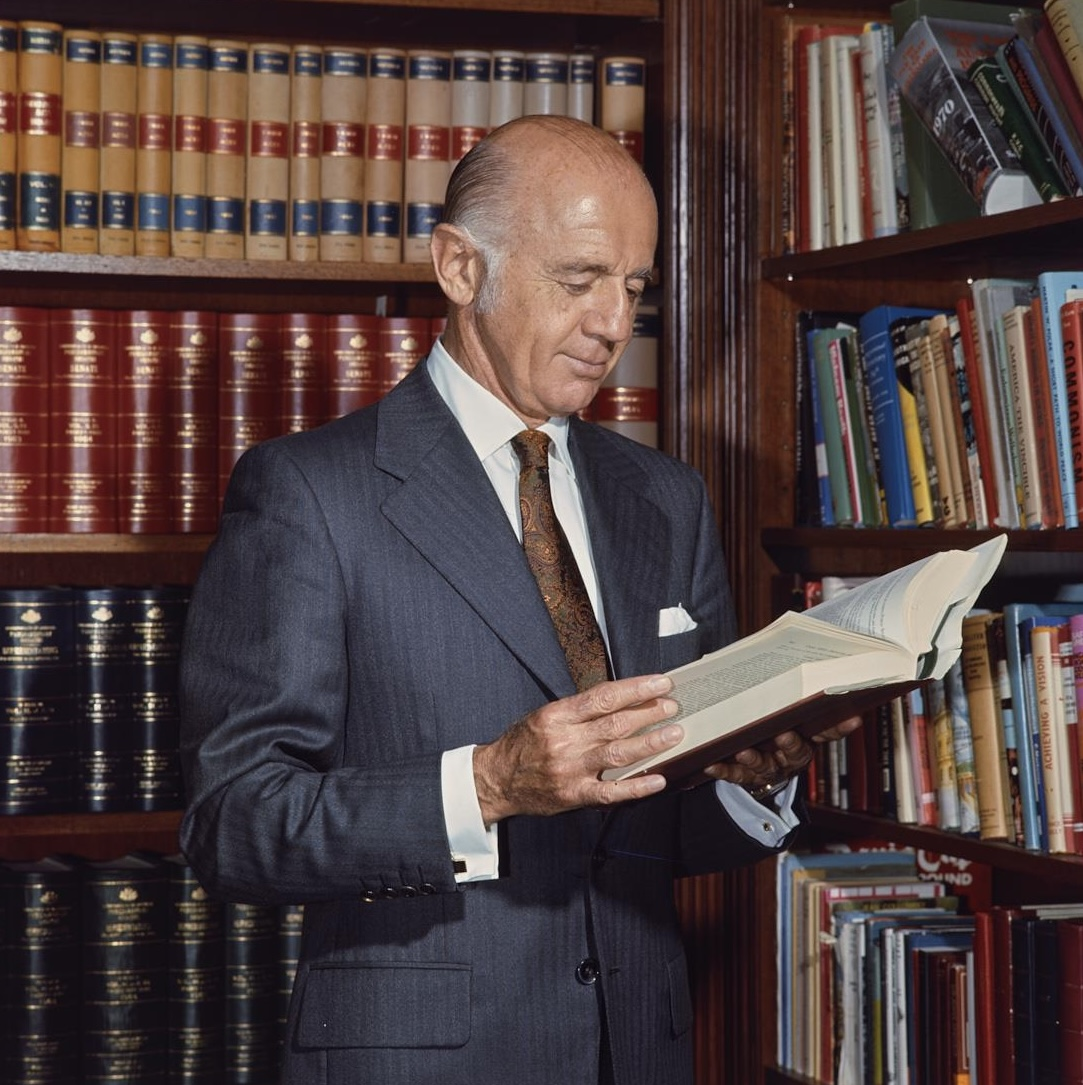
윌리엄 맥마흔(1971년)

맥마흔은 22년간 집권한 후 점점 더 피곤하고 집중하지 못하는 것으로 보였던 연합에 좋지 않은 시기에 취임했다. 그의 첫 번째 문제는 존 고턴이었다. 고턴이 자유당 부대표로 선출된 이후, 맥마흔은 그를 국방부 장관으로 임명할 수밖에 없었다. 이 우스꽝스러운 상황은 고턴이 내각에서 정보를 유출하는 장관들과 관련된 문제들을 상세히 기술한 두 개의 기사를 발표했을 때 정점에 이르렀다. 맥마흔은 고튼의 사임을 강요했다. 빌리 스네든이 자유당의 새로운 부대표로 선택되었다. 맥마흔은 고프 휘틀럼이 이끄는 노동당의 부활을 상대하고 있다는 것을 알게 되었다. 노동당은 1969년 정부에서 승리한 4석 이내에 있었고, 그 이후로 신뢰할 수 있는 정부로 자리매김했다. 다음 1년 반 동안 맥마흔은 휘틀럼을 이길 수 없었다. 맥마흔은 재치 있고 강력한 웅변가인 휘틀럼의 의회 토론에서 상대가 되지 못했다. 그는 휘틀럼이 점점 인기가 없는 베트남 전쟁을 공격하고 보편적인 건강 보험과 같은 급진적인 새로운 정책을 옹호하면서 자주 방어적인 자신을 발견했다. 전형적인 예로, 맥마흔은 오스트레일리아가 중화인민공화국을 인정해야 한다는 그의 요구에 대해 휘틀럼을 공격했지만, 리처드 닉슨 미국 대통령이 중국 방문을 발표했을 때 물러서야 했다. 그는 건전한 경제 관리자로서의 그의 명성에 상처를 준 상승하는 인플레이션의 도움을 받지 못했다. 게다가 자유당은 심각한 분열을 보이고 있었는데, 이는 맥마흔이 다음 선거를 기껏해야 2년 앞두고 있었기 때문에 특히 좋지 않은 시기에 발생했다. 그의 목소리와 외모 또한 텔레비전에서 나쁘게 비춰졌다.
1971년 6월, 맥마흔은 고튼의 계획된 원자력 프로그램을 취소했는데, 이 프로그램에는 무기급 플루토늄을 생산할 수 있는 원자로가 포함되어 있었다. 그는 그것이 1970년 고튼이 서명하고 1973년 휘틀럼이 비준한 핵확산방지조약의 목표와 모순된다고 생각했다.

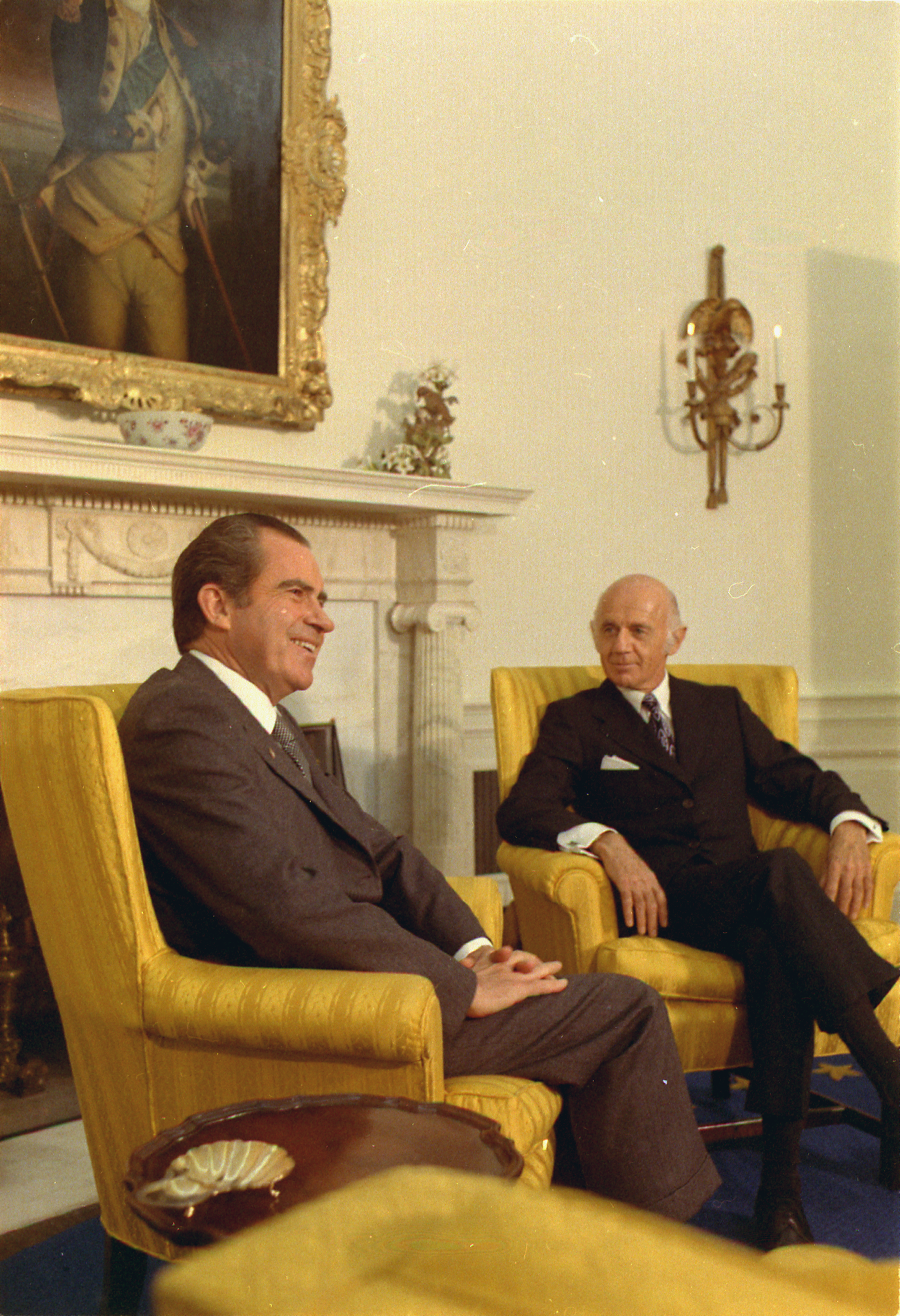
맥마흔은 1971년 백악관에서 미국의 대통령 리처드 닉슨을 방문했다.

맥마흔은 1972년에 법정 총선거를 앞두고 들어갔다. 그때까지, 노동당은 여론 조사에서 확실한 선두를 차지했고 맥마흔의 지지율은 28%로 감소했다. 영국의 심리학자 데이비드 버틀러는 오스트레일리아를 방문했을 때 맥마흔만큼 "포괄적으로 패닉에 빠진" 총리를 기억할 수 없을 정도로 언론이 그를 심하게 비난했다. 그때까지, 맥마흔은 단순히 "총리처럼 보이거나 들리지 않는다"는 것이 널리 인식되었다. 그는 할 수 있는 한 오래 기다렸지만, 마침내 12월 2일 연방 선거를 소집했다. 선거 운동 동안, 맥마흔은 웨스트민스터 시스템에서 전례가 없는 일부 장관들에 의해 버려졌다. 연립정부는 8석짜리 스윙으로 권력에서 밀려났다. 선거 밤 늦게, 의심할 여지 없이 결과가 나오자, 맥마흔은 패배를 인정하여 오스트레일리아 역사상 가장 오랫동안 중단되지 않은 정부 운영을 끝냈다.
맥마흔은 21년 6개월 동안 지속적으로 장관직을 수행했는데, 이는 오스트레일리아 정부에서 위협을 받은 적이 없는 기록이었다. 조지 피어스 경과 존 맥퀸 경만이 전체적으로 더 긴 장관직을 맡았지만, 그들의 임기는 지속되지 않았다.
정치 저널리스트 로리 오크스는 맥마흔이 라디오 방송국의 이름이 새겨져 있음에도 불구하고 자신의 라디오 방송국의 소유권을 주장하여 테이프 녹음기를 훔치려고 시도한 사건을 묘사하기 전에 "사악하고, 비열하고, 정직하지 않으며, 항상 거짓말을 하고, 물건을 훔쳤다"고 묘사했다. 그는 맥마흔이 "전혀 가치 없는 사람이었고 그가 이 나라의 총리였다는 사실은 수치스러운 일이었다"고 말하면서 끝을 맺다.

## 사망
말년에 맥마흔은 피부암과 관련된 일련의 수술을 받았다. 그는 1988년 3월 31일 아침 파츠포인트에 있는 세인트루크 개인 병원에서 잠을 자다가 사망했다. 그의 유해는 노던 교외 화장터에서 화장되었다. 4월 8일 시드니 세인트 앤드루 대성당에서 데이비드 페어번의 추도식이 열렸다.

## 역대 선거 결과
| 선거명      | 직책명                 | 대수 | 정당                  | 1차 득표율 | 1차 득표수 | 2차 득표율 | 2차 득표수 | 결과 | 당락               |
| ----------- | ---------------------- | ---- | --------------------- | ---------- | ---------- | ---------- | ---------- | ---- | ------------------ |
| 1949년 선거 | 하원의원 (로우 선거구) | 19대 | 오스트레일리아 자유당 | 52.7%      | 20,489표   |            |            | 1위  | 로우 하원의원 당선 |
| 1951년 선거 | 하원의원 (로우 선거구) | 20대 | 오스트레일리아 자유당 | 57.8%      | 22,276표   |            |            | 1위  | 로우 하원의원 당선 |
| 1954년 선거 | 하원의원 (로우 선거구) | 21대 | 오스트레일리아 자유당 | 57.8%      | 21,380표   |            |            | 1위  | 로우 하원의원 당선 |
| 1955년 선거 | 하원의원 (로우 선거구) | 22대 | 오스트레일리아 자유당 | 60.3%      | 25,080표   |            |            | 1위  | 로우 하원의원 당선 |
| 1958년 선거 | 하원의원 (로우 선거구) | 23대 | 오스트레일리아 자유당 | 55.6%      | 22,239표   |            |            | 1위  | 로우 하원의원 당선 |
| 1961년 선거 | 하원의원 (로우 선거구) | 24대 | 오스트레일리아 자유당 | 47.8%      | 18,472표   | 50.9%      | 19,660표   | 1위  | 로우 하원의원 당선 |
| 1963년 선거 | 하원의원 (로우 선거구) | 25대 | 오스트레일리아 자유당 | 55.6%      | 21,714표   |            |            | 1위  | 로우 하원의원 당선 |
| 1966년 선거 | 하원의원 (로우 선거구) | 26대 | 오스트레일리아 자유당 | 58.5%      | 21,595표   |            |            | 1위  | 로우 하원의원 당선 |
| 1969년 선거 | 하원의원 (로우 선거구) | 27대 | 오스트레일리아 자유당 | 48.2%      | 25,317표   | 54.9%      | -표        | 1위  | 로우 하원의원 당선 |
| 1972년 선거 | 하원의원 (로우 선거구) | 28대 | 오스트레일리아 자유당 | 48.7%      | 25,971표   | 53.0%      | -표        | 1위  | 로우 하원의원 당선 |
| 1974년 선거 | 하원의원 (로우 선거구) | 29대 | 오스트레일리아 자유당 | 51.5%      | 29,110표   |            |            | 1위  | 로우 하원의원 당선 |
| 1975년 선거 | 하원의원 (로우 선거구) | 30대 | 오스트레일리아 자유당 | 57.3%      | 32,908표   |            |            | 1위  | 로우 하원의원 당선 |
| 1977년 선거 | 하원의원 (로우 선거구) | 31대 | 오스트레일리아 자유당 | 52.8%      | 35,044표   |            |            | 1위  | 로우 하원의원 당선 |
| 1980년 선거 | 하원의원 (로우 선거구) | 32대 | 오스트레일리아 자유당 | 48.7%      | 31,892표   | 51.1%      | 33,416표   | 1위  | 로우 하원의원 당선 |